# It’s Only Me
| Совокупная оценка | Совокупная оценка |
| Источник          | Оценка            |
| ----------------- | ----------------- |
| Metacritic        | 66/100            |
| Оценки критиков   |                   |
| Источник          | Оценка            |
| AllMusic          | [ 2 ]             |
| Clash             | 8/10              |
| NME               | [ 4 ]             |
| Pitchfork         | 5.5/10            |
| Rolling Stone     | [ 6 ]             |

It’s Only Me (с англ. — Это только я) — третий студийный альбом американского хип-хоп-исполнителя Lil Baby. Альбом вышел 15 октября 2022 года на лейблах Quality Control Music, Motown Records, Wolfpack и 4 Pockets Full. В альбоме гостевое участие приняли такие исполнители как Янг Таг, Фьючер, Est Gee, Jeremih, Pooh Shiesty, Nardo Wick, Rylo Rodriguez и Fridayy. В поддержку альбома было выпушено два сингла «In A Minute» и «Heyy».
Все 23 трека в скором времени заняли первые 23 строчки американского хит-парада.

## История
8 апреля 2022 года был выпущен сингл «In A Minute». Рэпер анонсировал альбом в социальных сетях в августе 2022 года. 2 сентября Lil Baby объявил название и дату выхода альбома. 10 октября вышел трек «Heyy», а также был представлен треклист альбома.

## Обложка
На обложке изображены этапы жизни Lil Baby в виде горы Рашмор.

## Коммерция
Альбом дебютировал на первом месте чарта Billboard 200, продав 216.000 копий за первую неделю., продав 216.000 копий за первую неделю, а также набрав 288 миллионов прослушиваний.